# 大野英士
大野 英士（おおの ひでし、1956年 - ）は、日本のフランス文学者。研究分野はユイスマンス研究・フランス十九世紀末文学。精神分析・現代思想・オカルティズムなど。
弟の大野和士は指揮者。

## 略歴
東京都生まれ。神奈川県立湘南高等学校を経て、東京大学入学。同・文学部仏文科卒業。早稲田大学大学院文学研究科博士課程を単位取得退学。1993年、パリ第七大学大学院に留学。一時、病気療養ため休学するが1995年、研究生活に復し博士論文を執筆。指導教授はジュリア・クリステヴァ。2000年、文学博士（Mention Très Honorable avec Félicitation à l’Unanimité）
2002年 以降、早稲田大学、駒澤大学、昭和女子大学、埼玉大学等でフランス語・フランス文学講師として教鞭をとる。
2004年、国立大学法人化を機に起こった埼玉大学紛争での経験をもとに、白石嘉治と共に『ネオリベ現代生活批判序説』の編著者となる。（同書は日本における新自由主義（ネオリベ）批判としては最も早くその問題点を指摘した著書として知られるようになる）
この他、サブカル誌『トーキングヘッズ（TH）叢書』で、サブカル論などを執筆。集英社で奥本大三郎訳『完訳ファーブル昆虫記』の校閲者を務める。
2018年、『オカルティズム 非理性のヨーロッパ 』で、ルネッサンスから20世紀初頭にわたるヨーロッパのオカルティズムを概観する。大野はこの中で、19世紀の心霊術を当時の精神史の文脈の中で再評価し、心霊術に当時の知識人たちがもっていた、個としての意識の限界を超える何かへの期待を指摘する。たとえば、医師シャルコーの、動物磁気や催眠術への強烈な関心はこの期待の一つの現れとして記述される。近代のオカルティズム全般を見通している本書らしい、オカルティズム各セクトの時代を超えた共通性についての指摘もある。ホロコーストの背景に、『19世紀の悪魔』のような反フリーメーソン、反ユダヤ主義を煽るオカルト本の存在があったことも紹介される。

## 刊行著作
- 『ユイスマンスとオカルティズム』新評論、2010年
- 『オカルティズム　非理性のヨーロッパ』講談社選書メチエ、2018年12月 ISBN 9784065142608
- ヴァレリー・アファナシエフ『ピアニストのノート』講談社選書メチエ、2012年。訳・解説